# Szlatinova községrész
Szlatinova községrész románul: Slătinioara, település Romániában, Erdélyben, Hunyad megyében.

## Fekvése
Livazény mellett fekvő település.

## Története
Szlatinova községrész (Slătinioara) korábban Livazény (Livezeni) része volt. 1956-ban a várost alkotó településként adatai Petrozsényhoz (Petroşani) voltak számítva.
1910-ben 367 lakosából 342 román, 24 magyar volt. 1966-ban 369 lakosából 359 román, 9 magyar, 1 egyéb volt. 1977-ben 338 lakosából 309 román, 26 magyar, az 1992-es népszámláláskor pedig 297 lakosából 287 román, 9 magyar, a 2002-ben végzett népszámláláskor pedig 256 lakosából 253 román, 3 magyar volt.

## Források

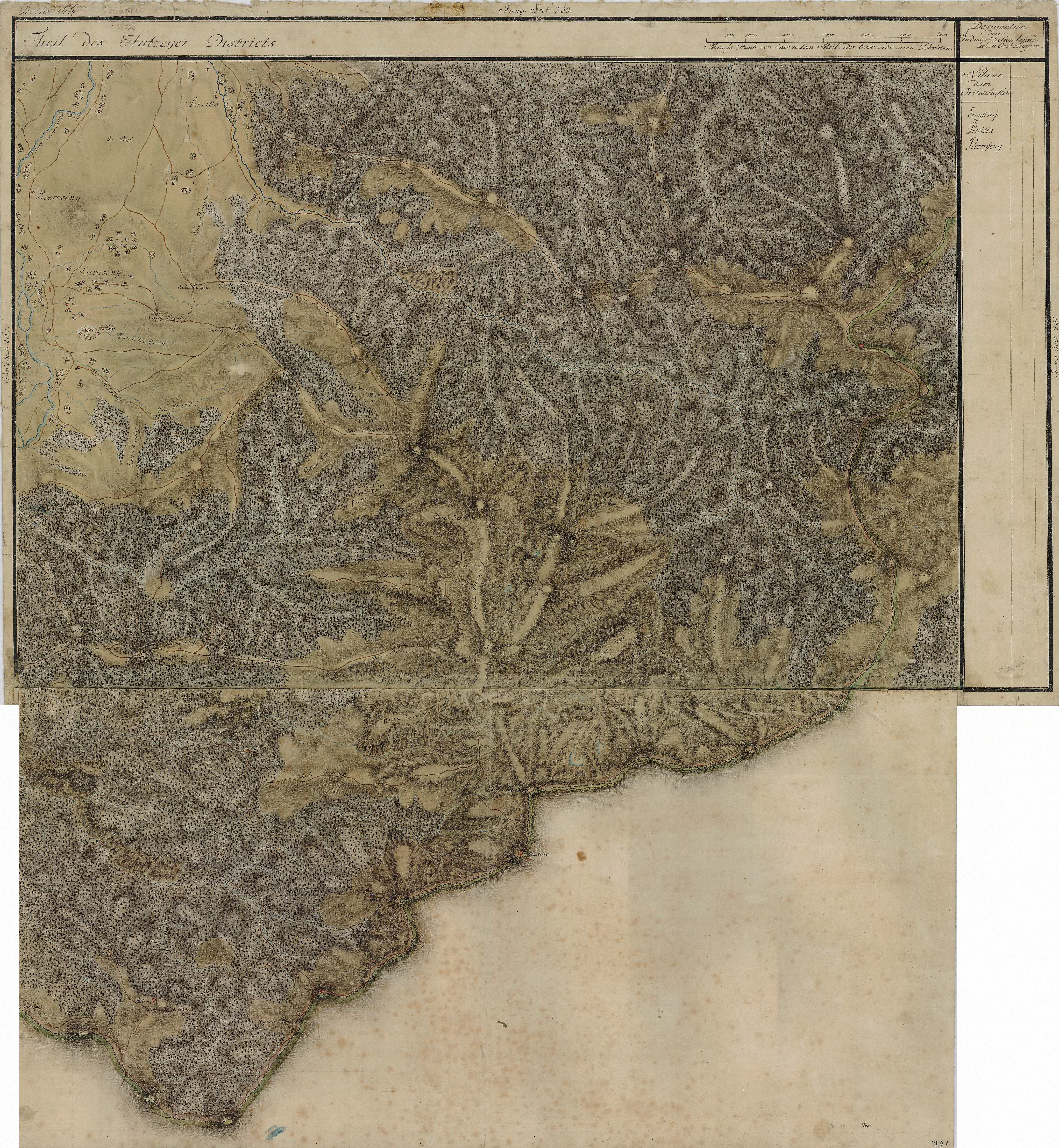
Szlatinova községrész és környéke egy régi térképen